# Відеокнига
Відеокнига — відеозапис на якому відтворюється точно зміст книги.
Формат такої книги може містити в собі:
- текст твору на екрані
- аудіозапис прочитання тексту
- графічні ілюстрації
- відеоілюстрації
- коментарі автора відеокниги

Важливо розуміти, що не всі книги, які технічно виготовлені у відеоформаті можуть вважатися відеокнигами. Якщо у відеофайлі є лише аудіоверсія тексту і відсутній графічний супровід всього твору, що така книга відноситься до аудіокниг.

## Історія створення відеокниг в Україні
Розвиток відеокниг тісно пов'язаний із розвитком і популярністю бесплатних сервісів для поширення та перегляду відеофайлів в мережі Інтернет (наприклад, YouTube. Такі мережі мотивують авторів створювати потрібні людям відеопродукти та надають для цього бесплатні технічні можливості.
Розуміння необхідності забезпечення рівного доступу до освіти для всіх, зокрема для людей з особливими потребами (дислексією, вадами зору тощо), а також визнання використання авторських творів з такою метою відповідним принципам добросовісного використання, сприяє виготовленню та популяризації відеокниг, виникненню громадських проєктів, що створюють відеокниги.
Над створенням відеокниг українською мовою працюють такі проєкти:
- Вухо.Книги.